# Адыгейск (городской округ)
Город Адыге́йск (адыг. Адыгэкъал къалэ округ) — городской округ в составе Республики Адыгея Российской Федерации. Образован в границах Адыгейского республиканского городского округа.
Административный центр — город Адыгейск.

## География
Расположен в северо-западной части Республики Адыгея, у южного побережья Краснодарского водохранилища. 
С запада, севера и востока городской округ окружён землями Теучежского района Адыгеи. На юге граничит с городским округом города Горячий Ключ Краснодарского края. 
Площадь территории городского округа составляет 32,39 км². 
Находится в равнинной зоне республики. Рельеф местности преимущественно ровный, без резких перепадов относительных высот. К юго-западу от городского округа постепенно начинают возвышаться горы. Средние высоты на территории округа составляют около 57 метров над уровнем моря. 
Гидрографическая сеть в основном представлена реками Псекупс, Дыш и Четук, впадающих в Краснодарское водохранилище реки Кубань, чуть севернее городского округа. В низовьях большая часть естественного стока рек, разводятся по мелиоративно-оросительным каналам. 
Климат на территории округа влажный умеренный, с ощутимым влиянием близости Чёрного моря. Средние показатели температуры воздуха колеблется от +24°С в июле, до 0°С в январе. Наиболее высокие температуры воздуха наблюдаются в начале августа, а наиболее низкие в конце января или в начале февраля. Среднегодовое количество осадков составляет около 770 мм. Величина относительной влажности неустойчива. Наибольшее количество осадков выпадает в период с ноября по февраль. 

## История
В 2000 году в ходе административно-территориального преобразования Теучежского района,  Законом от 5 мая 2000 года Адыгейск был выведен из его состава и наделён статусом города республиканского значения.
В 2001 году в административное ведение города Адыгейск были переданы аул Гатлукай и хутор Псекупс.
В мае 2002 года  в соответствии с федеральным законодательством и законодательством Республики Адыгея о местном самоуправлении город Адыгейск стал муниципальным образованием, наделённым статусом городского округа Законом от 1 декабря 2004 года и включившим в себя три населённых пункта (город, аул и хутор).

## Население

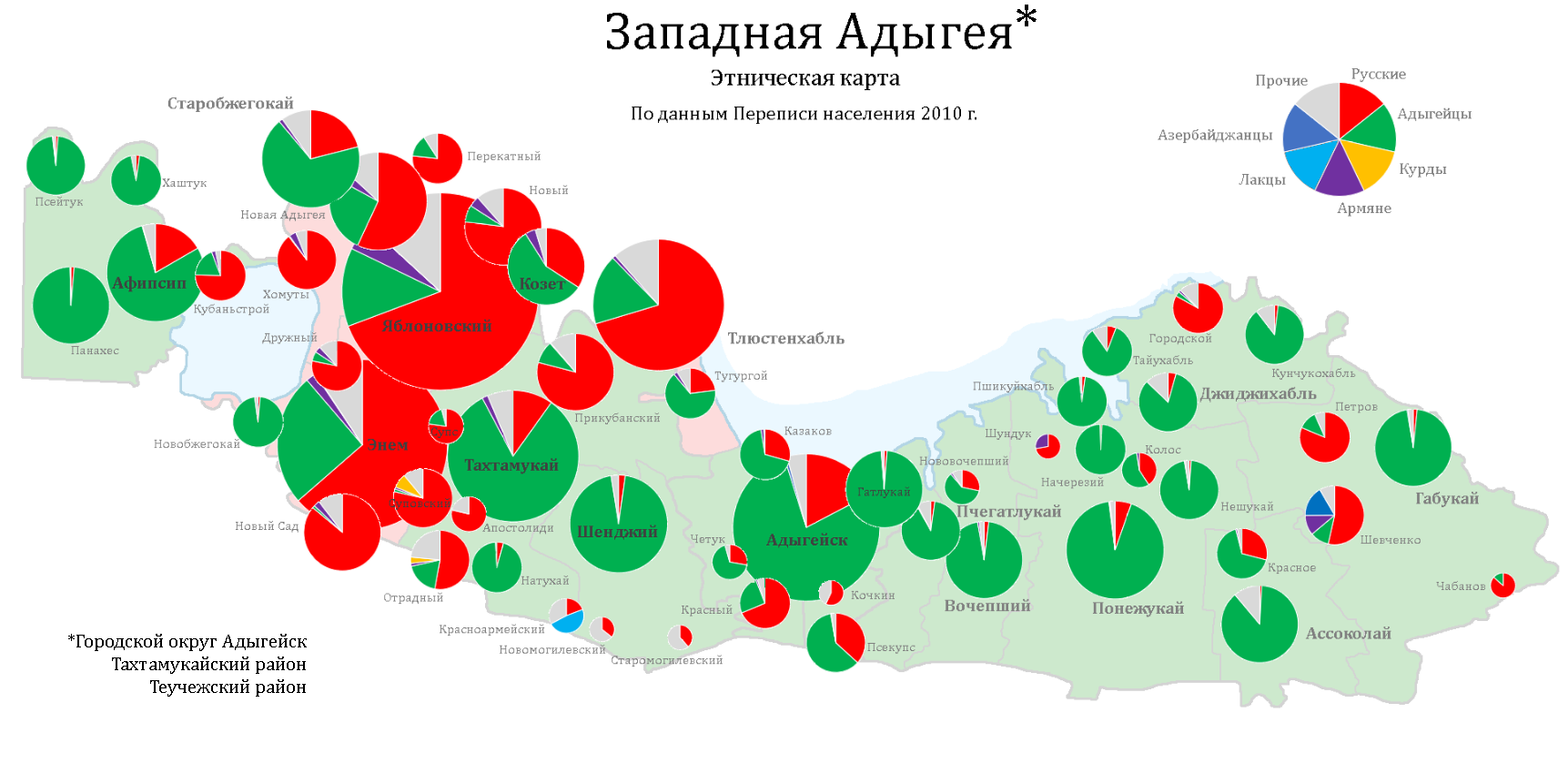
Этническая карта Адыгейска, Тахтамутайского и Теучежского районов, перепись 2010 г.

| 1979    | 2002    | 2010    | 2011    | 2012    | 2013    | 2014    | 2015    | 2016    |
| ------- | ------- | ------- | ------- | ------- | ------- | ------- | ------- | ------- |
| 13 711  | ↗14 568 | ↗14 659 | ↗14 667 | ↗14 807 | ↗14 901 | ↗14 935 | ↗15 133 | ↗15 161 |
| 2017    | 2018    | 2019    | 2020    | 2021    | 2023    | 2024    |         |         |
| ↗15 166 | ↗15 207 | ↘15 153 | ↘15 133 | ↗15 625 | ↘15 614 | ↗15 661 |         |         |

Плотность населения — 483.51 чел./км².
Урбанизация
Городское население (город Адыгейск) составляет 84.44 % от всего населения округа.

Национальный состав
По итогам переписи населения 2020 года проживали следующие национальности (национальности менее 0,2 % и другое см. в сноске к строке «Другие»):
| Национальность  | Численность, чел. | Доля     |
| --------------- | ----------------- | -------- |
| Адыги (Черкесы) | 12 708            | 81,33 %  |
| Русские         | 2 191             | 14,02 %  |
| Армяне          | 56                | 0,36 %   |
| Чеченцы         | 33                | 0,21 %   |
| Лезгины         | 32                | 0,20 %   |
| Другие          | 605               | 3,88 %   |
| Итого           | 15 625            | 100,00 % |

Половозрастной состав
По данным Всероссийской переписи населения 2010 года:
| Возраст     | Мужчины, чел. | Женщины, чел. | Общая численность, чел. | Доля от всего населения, % |
| ----------- | ------------- | ------------- | ----------------------- | -------------------------- |
| 0 — 14 лет  | 1 280         | 1 215         | 2 495                   | 17,02 %                    |
| 15 — 59 лет | 4 641         | 5 126         | 9 767                   | 66,63 %                    |
| от 60 лет   | 917           | 1 480         | 2 397                   | 16,35 %                    |
| Всего       | 6 838         | 7 821         | 14 659                  | 100,0 %                    |

Мужчины — 6 838 чел. (46,6 %). Женщины — 7 821 чел. (53,4 %).
Средний возраст населения — 37,7 лет. Средний возраст мужчин — 35,8 лет. Средний возраст женщин — 39,4 лет. 
Медианный возраст населения — 37,0 лет. Медианный возраст мужчин — 34,8 лет. Медианный возраст женщин — 39,0 лет.

## Населённые пункты
В городской округ входят три населённых пункта, в том числе город республиканского значения и подчинённые ему два сельских населённых пункта. 
| № | Населённый пункт | Тип нп | Население | Доля от населения (%) |
| - | ---------------- | ------ | --------- | --------------------- |
| 1 | Адыгейск         | город  | ↗13 224   | 84,44 %               |
| 2 | Гатлукай         | аул    | ↗1509     | 9,64 %                |
| 3 | Псекупс          | хутор  | ↗928      | 5,93 %                |

## Органы местного самоуправления
Структуру органов местного самоуправления городского округа составляют:
- Совет народных депутатов муниципального образования — выборный представительный орган округа,
- глава муниципального образования (возглавляет Администрацию муниципального образования) — высшее должностное лицо в округе,
- администрация муниципального образования — исполнительно-распорядительный орган округа,
- контрольно-счётная палата муниципального образования.

Глава муниципального образования (глава администрации)
- Хачмамук Азамат Шамсудинович
Председатель Совета народных депутатов
- Ташу Аскер Кимович (с 12 октября 2017 года)

Список депутатов городского Совета Народных депутатов городского округа Адыгейск VI созыва (2017-2021).
| Атах Рашид Мугдинович   |
| Гакаме Галим Юрьевич    |
| Джандар Гилим Алиевич   |
| Зекох Аслан Рашидович   |
| Кушу Аскер Вячеславович |

| Нехай Бислан Мугдинович         |
| Панеш Юрий Шамсудинович         |
| Пчегатлук Светлана Калачериевна |
| Пшеуч Хизир Муратович           |
| Тлехас Юрий Чесебиевич          |

| Ташу Аскер Кимович       |
| Тлецери Руслан Рашидович |
| Хуако Рустам Алиевич     |
| Хут Азмет Азбекович      |
| Чич Рамазан Азметович    |

## Экономика
В городском округе развита торгово-промышленная инфраструктура. Доминирующее положение в экономике занимает обрабатывающая промышленность, её доля в общем объёме промышленного производства составляет около 94 %.
Наибольший вклад в объём промышленного производства города вносят пищевая промышленность, включая производство напитков – 83 %, и химическое производство – 7 % .